# Yakirra pauciflora
Yakirra pauciflora är en gräsart som först beskrevs av Robert Brown, och fick sitt nu gällande namn av Michael Lazarides och Robert D. Webster. Yakirra pauciflora ingår i släktet Yakirra och familjen gräs. Inga underarter finns listade i Catalogue of Life.